# 734 Benda
734 Benda eller 1912 PH är en asteroid i huvudbältet, som upptäcktes den 11 oktober 1912 av den österrikiske astronomen Johann Palisa. Den är uppkallad efter upptäckarens andra fru Anna Benda.
Asteroiden har en diameter på ungefär 5 kilometer.